# 헌옷수거함

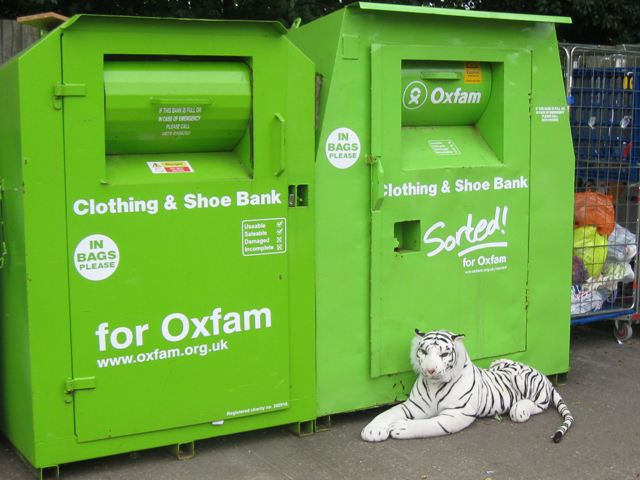
옥스팜이 영국 하트퍼드셔주의 한 마을에 설치한 의류 수거함

의류 수거함, 또는 헌 옷 수거함은 옷이나 신발을 재이용한다.